# Кац (замък)
Замъкът Кац (на немски: Burg Katz) се намира в Германия, провинция Рейнланд-Пфалц, окръг Рейн-Лан, в близост до град Санкт Гоарсхаузен. Кац е частна собственост и не е отворен за посетители.
Името на замъка е най-често срещано като Burg Katz (Котешки замък). При строежа му е наречен Burg Neukatzenelnbogen (Нов замък Каценелнбоген). Този замък и неговото име най-често са свързвани със замъка Маус.
Замъкът е кацнал на великолепно място, разположено с гледка към Рейн. Първоначално е построен около 1371 от граф Вилхелм II от Катценелнбоген. Постройката е бомбардирана през 1806 и е реконструирана между 1896 и 1898 г.
В района графовете от Катценелнбоген за пръв път засаждат лозя от специален сорт, поставяйки начало на традиция в лозарството и винарството.